# Danzka

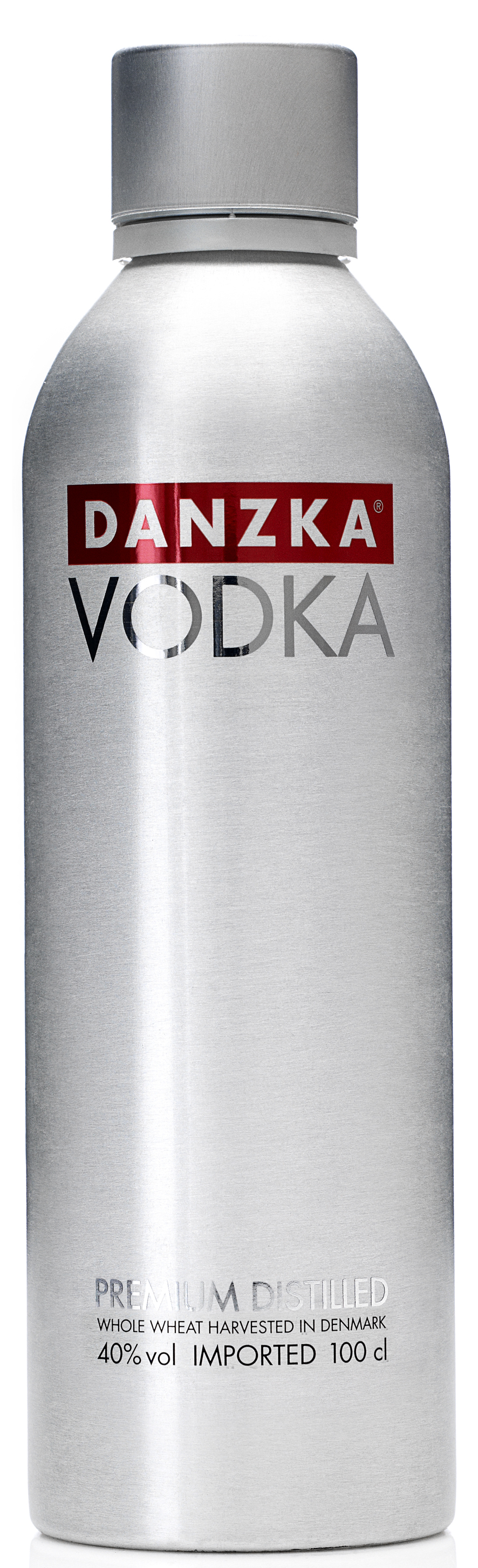
DANZKA Vodka 2013

DANZKA Vodka ist eine dänische Wodka-Marke. Sie existiert seit dem Jahr 1989 und gehört zur Waldemar Behn GmbH mit der dänischen Tochtergesellschaft DANZKA Vodka Copenhagen ApS. Der Vertrieb erfolgt weltweit. Danzka Vodka ist im Duty-free-Handel, in Spirituosenläden und in Supermärkten erhältlich.

## Herstellung
Beim Herstellungsprozess wird dänischer Vollkornweizen mit demineralisiertem Wasser verbunden und in sechs Stufen destilliert.

## Sorten
- Danzka Vodka Rot (40 Volumenprozent Alkohol)
- Danzka Vodka Currant (Lila) – mit Schwarze-Johannisbeere-Aroma (40 Volumenprozent Alkohol)
- Danzka Vodka Citrus (Gelb) – Zitronenaroma (40 Volumenprozent Alkohol)
- Danzka Vodka Grapefruit (Grün) – Grapefruitaroma (40 Volumenprozent Alkohol)
- Danzka Vodka CranberyRaz (Malve) – Mit Cranberry- und Himbeer-Aroma (40 Volumenprozent Alkohol)
- Danzka Vodka schwarz (50 Volumenprozent Alkohol)

## Limitierte Auflagen
Die Aluminiumflasche ist das Erkennungszeichen von DANZKA. Limitierte Auflagen des Produkts erscheinen jährlich. Im Jahr 2013 präsentierte DANZKA die „World Edition“ wahlweise im Pink- und Gold-Design.